# Ngô Đình Diệm
Ngô Đình Diệm (Huế, 3 de gener de 1901 - Ciutat Ho Chi Minh, 2 de novembre de 1963) fou un polític vietnamita.
A principis de 1954, a l'emperador Bao-Dai va oferir a Diệm el càrrec de primer ministre en el nou govern del Vietnam.
El 7 de maig de 1954, l'Exèrcit Popular del Vietnam derrotà el Cos Expedicionari Francès en la batalla de Dien Bien Phu, en la qual els francesos perderen definitivament la guerra i es reconegué la independència total respecte als seus colonitzadors europeus de Laos, Cambodja i el Vietnam. La Conferència de Ginebra de 1954 va discutir el tractat de pau entre França i el Viet Minh i dividí el Vietnam entre un nord comunista i un sud sota el govern de Bao-Dai. El 16 de juny de 1954, Diệm es va reunir amb Bảo Đại a França i va acceptar ser el primer ministre si Bảo Đại li donava el control militar i civil. El 25 de juny de 1954, Diệm va tornar de l'exili, arribant a l'aeroport de Tân Sơn Nhứt a Saigon. El 7 de juliol de 1954, Diệm va establir el seu nou govern amb un gabinet de 18 persones. Amb ajuda nord-americana aconseguí expulsar del tron a l'emperador i va instaurar la República del Vietnam del Sud després del referèndum arran del qual l'emperador fou destronat.
L'11 de novembre, de 1960, es va dur a terme un fracassat intent de Cop d'estat contra Ngo Dinh Diem en resposta al seu govern autocràtic i la influència política negativa del seu germà Ngo Dinh Nhu i la seva cunyada Madame Ngo Dinh Nhu. Els promotors de la revolta van ser el tinent coronel Vuong Van Dong i el coronel Nguyen Chanh Thi de la Divisió Aerotransportada de l'Exèrcit de la República del Vietnam (ERVN), i el cop va fallar quan la 5a i 7a divisions de l'ARVN van entrar a Saigon i derrotant els rebels en una batalla que va costar uns 400 morts.
Diệm era nacionalista, devotament catòlic, anticomunista i preferia les filosofies del personalisme i el confucianisme. El seu despotisme i intolerància amb els budistes, encapçalats per Thích Quảng Đức, li van donar impopularitat que va culminar amb el seu enderrocament i mort el 1963 en un cop d'estat.